# تفاعل نتروبرسيد
تفاعل نتروبرسيد (بالإنجليزية: Nitroprusside reaction)‏ هو اختبار كيميائي يُستخدم للكشف عن وجود مجموعات ثيول حُرة من السيستئين في البروتينات، حيثُ أنَّ البروتينات مع مجموعة ثيول حرة تُعطي لونًا أحمرًا عند إضافتها إلى نتروبروسيد الصوديوم مع هيدروكسيد الأمونيوم. تُظهر البروتينات نتيجةً إيجابية عندَ إفسادها، وهذا يُشير إلى تحرر مجموعات الثيول.
عادةً ما يُستعمل تفاعل النتروبرسيد للكشف عن الكيتونات في اختبار البول أو مصل الدم، ولكن هذا التفاعل يكشف عن الأسيتو أسيتيك ولا يكشف عن البيتا-هيدروكسي بوتيريك، على الرغم من أنها تُشكل الكمية الأوفر من الكيتونات المُنتجة.